# Klikkemi
Klikkemi er et begreb som blev introduceret i 2001; idéen er at skabe kemisk diversitet med nogle få kemiske reaktioner. Klikkemi bruges for eksempel i medicinalkemien til hurtigt at kunne fremstille og teste et stort antal stoffer.
I 2022 delte professorerne Carolyn R. Bertozzi fra Stanford University, Morten Meldal fra Københavns universitet og K. Barry Sharpless fra Scripps Research, La Jolla, i Californien Nobelprisen i kemi for "udviklingen af klikkemi og bioortogonal kemi".